# 215 TCN
215 TCN là một năm trong lịch La Mã. 